# Sanharib Malki
Sanharib Malki Sabah (Kamichlié, 1º marzo 1984) è un ex calciatore siriano, di ruolo attaccante.

## Carriera

### Club
Ha giocato nei campionati belga, greco, olandese e turco.

### Nazionale
Ha giocato nella nazionale siriana dal 2008 al 2016.